# کارل هارباخر
کارل هارباخر (انگلیسی: Karl Harbacher; ۱ ژانویهٔ ۱۸۷۹ – ۱ ژانویهٔ ۱۹۴۳) بازیگر، و بازیگر سینما اهل کشور اتریش بود.
از فیلم‌ها یا برنامه‌های تلویزیونی که وی در آن نقش داشته‌است می‌توان به شب سال نو و دمپایی‌های صورتی اشاره کرد.